# Bataille de Châteauneuf-du-Faou
Chouannerie de 1815
Batailles
- Les Échaubrognes
- L'Aiguillon
- Aizenay
- Sainte-Anne-d'Auray
- Cossé
- Saint-Gilles-sur-Vie
- Redon
- Les Mathes
- Muzillac
- Rocheservière
- Thouars
- Auray
- Châteauneuf-du-Faou
- Guérande
- Fort la Latte

La bataille de Châteauneuf-du-Faou se déroule le 1er juillet 1815 lors de la chouannerie de 1815. Elle s'achève par la victoire des impériaux, qui repoussent une attaque des chouans contre la ville de Châteauneuf-du-Faou.

## Prélude
Après sa défaite à la bataille d'Auray, le 21 juin 1815, le général royaliste Louis de Sol de Grisolles reçoit des offres de reddition de la part des officiers impériaux, mais il les repousse « avec dédain », d'après les mémoires de Julien Guillemot. L'armée chouanne se porte alors à Saint-Jean-Brévelay le 22 et le 23 juin.
Le lendemain, Sol de Grisolles se porte sur Sainte-Anne de Buléon avec le gros de la légion de Bignan, tandis que Guillemot gagne Bieuzy, où il trouve sa légion réunie. Après quelques heures de repos, les troupes de Guillemot se mettent en marche et gagnent Melrand, puis Guémené-sur-Scorff le lendemain à la pointe du jour. Les chouans hissent le drapeau blanc et se procurent des vivres et des souliers, avant de reprendre leur marche et de gagner Saint-Caradec-Trégomel dans la journée.
Le 27 juin, les chouans entrent à Gourin, où ils sont rejoints par les chefs royalistes Coroller et Colozonet, qui se cachaient dans les environs. Deux jours plus tard, Coroller parvient à rassembler 400 hommes et Colozonet, une centaine. Les chouans traversent ensuite les Montagnes Noires et arrivent devant Carhaix le matin du 30 juin. Malgré la présence d'une garnison impériale, la ville de Carhaix n'oppose aucune résistance et laisse les troupes royalistes entrer dans la ville et hisser le drapeau en échange de la promesse de respecter les personnes et les propriétés. Les chouans ne restent que quelques heures à Carhaix et gagnent Saint-Hernin pour y passer la nuit. À la demande du comte de Cournouaille, Guillemot décide d'attaquer le lendemain la ville de Châteauneuf-du-Faou.

## Forces en présence
Du côté des chouans, les forces levées en Cornouaille par Coroller et Colonozet sont portées à 3 000 hommes par Jérôme Delandine de Saint-Esprit, mais elles ne sont que de 500 hommes selon Julien Guillemot, nombre qui est retenu par l'historien Aurélien Lignereux. Le reste des troupes chouannes est constituée de la légion de Melrand et Pontivy, commandée par Julien Guillemot,.
La ville de Châteauneuf-du-Faou est quant à elle défendue par une compagnie de marine. 

## Déroulement
Le 1er juillet 1815, les troupes de Guillemot, Coroller, Colonozet et Cornouaille marchent sur la ville de Châteauneuf-du-Faou. 
Selon le récit laissé par Julien Guillemot dans ses mémoires, les chouans essuient plusieurs décharges et reculent. Coroller arrive ensuite en renfort avec ses hommes et les royalistes se rangent en bataille non loin de la ville pour provoquer une sortie des impériaux. Cependant, ces derniers restent derrière leurs murs et aucun des deux camps n'ose réengager le combat.
Les chouans battent alors en retraite. Guillemot laisse les munitions aux troupes de Cornouailles et Coroller, puis il regagne le Morbihan. 

## Pertes
Les pertes ne sont pas connues de manière précise. Dans ses mémoires, Julien Guillemot écrit que les chouans perdent « plusieurs » hommes, dont « le jeune séminariste Nicolas, frère du capitaine des écoliers de Vannes », tué à la bataille de Muzillac.